# Escuela Superior de Economía y Administración de Empresas
La Escuela Superior de Economía y Administración de Empresas (ESEADE) es un instituto universitario privado argentino con sede en la Ciudad de Buenos Aires. Fue fundada en 1978 por el libertario Alberto Benegas Lynch (h). La institución ofrece cursos de especialización, maestría, doctorado y carreras de grado.

## Historia
En 1978 Alberto Benegas Lynch (h) creó la Escuela Superior de Economía y Administración de Empresas, con el objetivo de que se dedicara a la enseñanza, investigación y difusión de los principios, que según él, respaldan «una sociedad libre».
La formación del cuerpo académico comenzó a principios de 1978 y se completó a lo largo de la década del ochenta. Las actividades académicas se inauguraron con la implementación de la Maestría en Administración de Negocios.
Desde sus inicios, ESEADE estableció un Consejo Consultivo integrado por académicos que brindan asesoramiento a la institución. Este Consejo fue presidido inicialmente por el premio Nobel de Economía Friedrich Hayek, quien fue sucedido en 1992 por el premio Nobel de Economía James Buchanan.
La adquisición del edificio en la calle Uriarte 2472 de Palermo se logró gracias a las contribuciones de los fundadores y del antiguo propietario del edificio, César Ambrosio Tognoni. La biblioteca institucional, compuesta principalmente por la donación de la biblioteca personal de Federico Pinedo, alberga más de 6.000 volúmenes.
En 1983, se estableció la revista académica Libertas, la cual recibió contribuciones a lo largo de su trayectoria de académicos argentinos y extranjeros. A partir de 2007, Libertas cambió su denominación a RIIM (Revista de Ideas, Instituciones y Mercados).
En 1998, ESEADE emprendió el proceso de transformación en un Instituto Universitario, conforme a los requisitos del Ministerio de Cultura y Educación de la Nación. Este proceso culminó con la aprobación de la institución mediante el decreto Nº 238/99 el 17 de marzo de 1999.
Diversas personalidades y políticos forman o han formado parte de la universidad, como José Benegas, Jorge Capitanich, Bertie Benegas Lynch, Manuel Adorni, Martín Krause, Javier Milei, entre otros.

## Filosofía institucional
El Instituto Universitario ESEADE fue creado por un grupo de empresarios y de economistas que buscaban promover una institución educativa que difundiera en Argentina las "ideas de la libertad". Su fundador es hijo de Alberto Benegas Lynch (p), que fue el responsable de introducir la escuela austríaca de economía en Argentina, a través de la creación del Centro de Estudios sobre la Libertad, en el cual se traducían y publicaban obras de economía austríaca, se becaban a personas para que pudieran doctorarse en Estados Unidos, y se invitaban a personalidades extranjeras de renombre para que dieran conferencias en el país, entre las que se pueden nombrar a Ludwig von Mises, Leonard Read, Hans Sennholz y Bruno Leoni.
El presidente del Consejo de Administración de la ESEADE, Ricardo Greco Guiñazú, declaró que el que mejor representa el ideario del instituto es el presidente argentino Javier Milei, un confeso «anarcocapitalista en la teoría», «liberal-libertario» y «minarquista en la vida real».

## Distinciones otorgadas
ESEADE ha entregado Doctorados Honoris Causa a diversas personalidades:
- Javier Milei (2022)
- Mario Vargas Llosa (2013)
- Hilda Molina (2012)
- Roberto Cortés Conde (2010)
- Alberto Benegas Lynch (h) (2008)
- Ezequiel Gallo (2007)
- Jesús Huerta de Soto (2025)

### Póstumos
- Federico Zorraquín (2008)